# Bartolomeo Cipolla
Bartolomeo Cipolla (Verona, 1420 circa – Padova, 10 o 11 maggio 1475) è stato un giurista e diplomatico italiano, tra i maggiori e uno dei più lungamente ripubblicati, conte palatino e ambasciatore della Serenissima Repubblica di Venezia nel XV secolo.

## Biografia

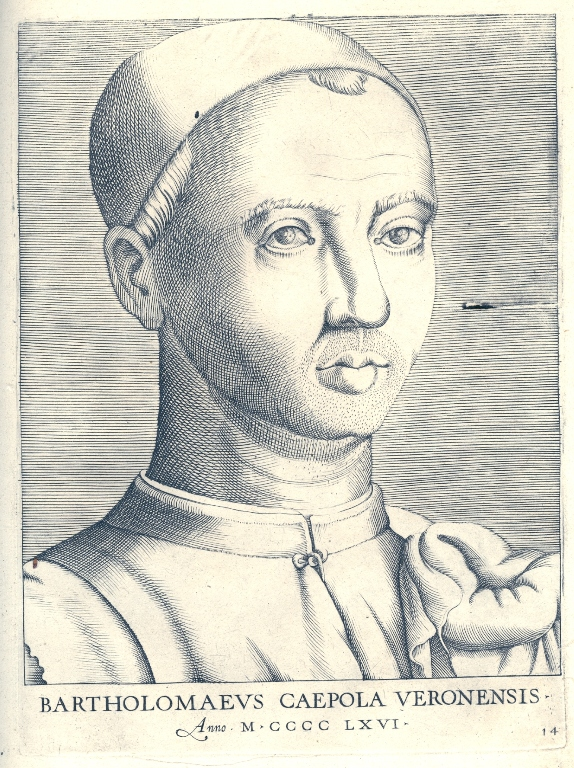
Ritratto di Bartolomeo Cipolla

Proveniva da un'affermata famiglia veronese.
Protagonista dell'Umanesimo giuridico, titolare della cattedra di diritto civile nel celeberrimo Studium Patavino, teorico del diritto, fu autore di un trattato sull'interpretazione della legge (De interpretatione legis extensiva).
Fu anche giurista attento alla pratica forense, conscio delle divergenze esistenti tra principi astratti ed il quotidiano, autore delle famose Cautelae, costituenti un'importante raccolta di pratiche utili ad avvocati, giudici e notai in materia penale e civile.
Il Tractatus sulle servitù prediali urbane e rustiche, edito nel 1473-74 a Roma e Perugia e ripubblicato senza soluzione di continuità fino a tutto il XIX secolo è altro esempio di sensibilità per le applicazioni pratiche del diritto.
Scaligero di natali e fedele alla propria città d'adozione, Padova, assunse un importante ruolo nella redazione degli statuti cittadini del 1450. Fu legato del Comune di Verona in diverse occasioni di fronte alle magistrature veneziane. Insignito nel 1470 dei titoli di cavaliere e conte palatino, fu ambasciatore della Serenissima Repubblica di Venezia alla dieta di Ratisbona nel 1471.
Testimonianza che il Cipolla si collochi come uno dei maggiori giuristi della sua epoca e oltre, al di là della ponderosità e del valore storico e scientifico delle sue opere, è certamente il fatto che le stesse non solo furono ripetutamente pubblicate nel corso della vita dell'autore, fatto inconsueto in epoca di passaggio dall'amanuense alla stampa, ma che le stesse opere continuarono ad essere riedite per secoli, fino all'Ottocento (notevole diffusione, per le ricadute pratiche, ebbero in particolare i Tractatus).

## Opere

Consilia criminalia, 1555

- (LA) Cautelae, Perugia, Petrus Petri & Jean de Bamberg, 1474.
  - (LA) Cautelae, Pavia, Giovanni Antonio Beretta, 1492.
  -  Cautelae juris, 1535.
- (LA) Repetitio legis Si fugitivi, Brescia, Bonino Bonini, 1490.
- (LA) De servitutibus urbanorum praediorum, Pavia, Giovanni Antonio Beretta, 1492.
  -  Tractatus de servitutibus tam urbanorum quam rusticorum praediorum, Colonia, 1616.
  - (LA) Tractatus de servitutibus, tam urbanorum, quam rusticorum praediorum, Lyon, Horace Boissat & George Remeus, 1666.
- (LA) Consilia criminalia, Venezia, Andrea Torresano, 1504.
  - (LA) Consilia criminalia, Venezia, Al segno della Fontana, 1555.
- (LA) Consilia civilia, Lyon, 1541.
  - (LA) Consilia civilia, Venezia, 1575.
- (LA) Varii tractatus, Lyon, Godefroy Beringen & Marcellin Beringen, 1552.
- De interpretatione legis, Venezia, 1557.

### Manoscritti

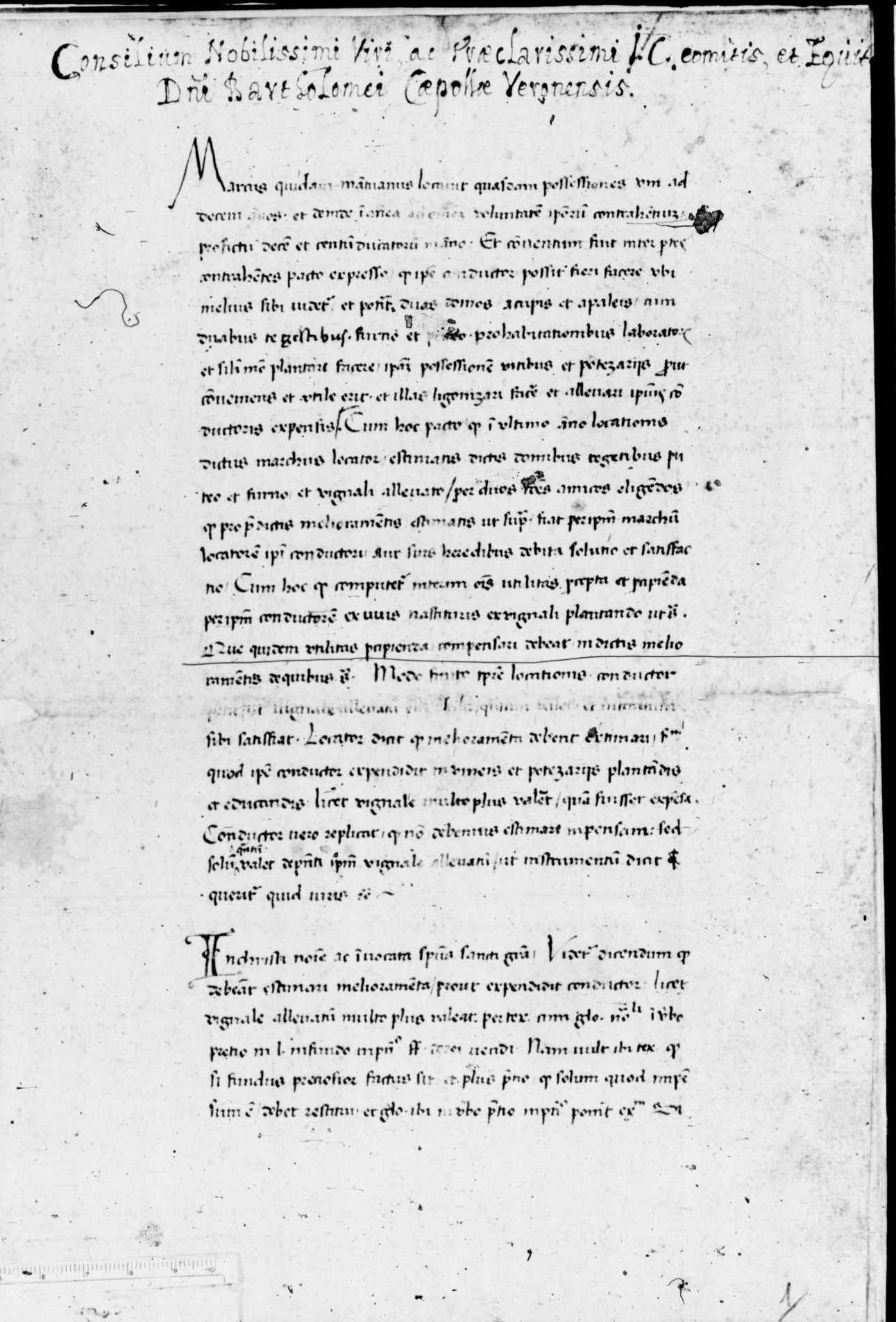
Consilium, manoscritto, 1472. Biblioteca Comunale di Verona

- Consilium, 1472, Verona, Biblioteca Comunale di Verona, Fondo manoscritti, ms. 28.19 (2195).
- Consilia, 1464, Verona, Biblioteca Comunale di Verona, Fondo manoscritti, ms. 10.9 (2895).
- Repetitio ad C. 7.59.1, XV secolo, Wien, Österreichische Nationalbibliothek, Codices (Altbestand), Cod. 5056,  ff. 187r-189r.